# Célina Ould Hocine
Célina Ould Hocine (Parijs, 3 februari 2001) is een voetbalspeelster uit Frankrijk. Ze speelt als verdediger voor Paris FC in de Division 1 Féminine.

## Clubcarrière
C
Ould Hocine speelde in de jeugd voor Paris UC en Paris Saint-Germain voordat ze in 2020 overstapte naar Paris FC. In het seizoen 2020-2021 maakte ze haar debuut in de Division 1. Op 26 februari 2022 wist Ould Hocine haar eerste doelpunt te maken in een wedstrijd tegen Guingamp.
In het seizoen 2023-2024 wist Ould Hocine met Paris FC de groepsfase van de Champions League te halen door eerst Arsenal na penalty's te verslaan en daarna in een tweeluik af te rekenen met VfL Wolfsburg. In juni 2025 verlengde Ould Hocine haar contract tot medio 2028.

## Statistieken
| Seizoen | Club     | Competitie          | Competitie | Competitie | Beker | Beker | Overig | Overig | Totaal | Totaal |
| Seizoen | Club     | Competitie          | Wed.       | Dlp.       | Wed.  | Dlp.  | Wed.   | Dlp.   | Wed.   | Dlp.   |
| ------- | -------- | ------------------- | ---------- | ---------- | ----- | ----- | ------ | ------ | ------ | ------ |
| 2020/21 | Paris FC | Division 1 Féminine | 9          | 0          | 1     | 0     | 0      | 0      | 9      | 0      |
| 2021/22 | Paris FC | Division 1 Féminine | 13         | 1          | 2     | 0     | 0      | 0      | 15     | 1      |
| 2022/23 | Paris FC | Division 1 Féminine | 16         | 1          | 1     | 1     | 0      | 0      | 17     | 2      |
| 2023/24 | Paris FC | Division 1 Féminine | 22         | 0          | 2     | 0     | 10     | 0      | 25     | 0      |
| 2024/25 | Paris FC | Division 1 Féminine | 20         | 0          | 4     | 0     | 4      | 0      | 28     | 0      |
| Totaal  | Totaal   | Totaal              | 80         | 2          | 9     | 1     | 14     | 0      | 103    | 3      |

Laatste update: 5 juni 2025

## Interlandcarrière
Ould Hocine maakte deel uit van de selectie van Frankrijk onder 20 voor het WK vrouwen onder 20 in 2020, waarin Frankrijk werd uitgeschakeld door Japan onder 20 in de kwartfinale. Ould Hocine kwam in alle wedstrijden van Frankrijk op het toernooi in actie.